# Lachnum diminutum
Lachnum diminutum är en svampart som först beskrevs av Roberge ex Desm., och fick sitt nu gällande namn av Rehm. Lachnum diminutum ingår i släktet Lachnum och familjen Hyaloscyphaceae.  Arten är reproducerande i Sverige. Inga underarter finns listade i Catalogue of Life.